# Albin Potracki
Albin Potracki (ur. 22 lipca 1933, zm. 9 stycznia 2017 w Redzie) – polski duchowny rzymskokatolicki. Długoletni proboszcz Parafii Wniebowzięcia Najświętszej Maryi Panny w Redzie. W latach 1992–2008 Dyrektor Ekonomiczny Archidiecezji Gdańskiej.

## Życiorys
Ks. Albin Potracki pochodził z Kielna. Święcenia kapłańskie przyjął z rąk bp. Kazimierza Józefa Kowalskiego 19 stycznia 1959 r. w bazylice katedralnej w Pelplinie.
Ukończył prowadzone przez księży werbistów Małe Seminarium Duchowne w Górnej Grupie, uczył się w Niższym Seminarium Duchownym w Pelplinie. Tam także, po ukończeniu Wyższego Seminarium Duchownego przyjął święcenia kapłańskie.
Jako wikariusz pracował w parafiach w Pokrzydowie, Radzyniu Chełmińskim, Świekatowie i Byszewie
Proboszczem parafii w Redzie został mianowany 9 kwietnia 1978 r. Jako proboszcz kontynuował starania swego poprzednika o zezwolenie na budowę nowej plebanii. Prace budowlane rozpoczęto w 1978 roku, a już jesienią 1980 proboszcz i wikariusze mogli opuścić starą plebanię, w której urządzono salki katechetyczne i biuro parafialne.
Funkcję tę pełnił od 1992 r. W 2002 r. ks. prałat Potracki został wyróżniony nadaniem tytułu protonotariusza apostolskiego.
Niemałą zasługą ks. prałata Albina Potrackiego było wydzielenie czterech nowych – z macierzystej – parafii: w Nowym Dworze Wejherowskim, w Rekowie Dolnym, w Ciechocinie i parafii pw. św. Antoniego Padewskiego w Redzie. Organizacyjne talenty ks. prałata Albina Potrackiego docenili hierarchowie archidiecezji, mianując go dyrektorem ekonomicznym.
Podczas swojej wieloletniej posługi, dzięki inwencji i organizacyjnym umiejętnościom, przyczynił się m.in. do zabezpieczenia zabytkowego charakteru obiektów oliwskich oraz do zmodernizowania budynków Gdańskiego Seminarium Duchownego, Kurii Metropolitalnej Gdańskiej i Domu Jana Pawła II, a także Domu Rekolekcyjnego w Straszynie. Wspierał również tych, którzy pogrążyli się w nałogu.
1 lipca 2008 r., po trzydziestu latach posługi duszpasterskiej, przeszedł na emeryturę i zamieszkał na terenie plebanii w Redzie.
Ksiądz Albin Potracki, na mocy uchwały nr V/52/99 został w 1999 roku odznaczony medalem „Zasłużony dla Miasta Redy”.
Zmarł 9 stycznia 2017 w Redzie. Pogrzeb odbył się 13 stycznia. Kazanie wygłosił abp. Sławoj Leszek Głódź. Został pochowany w nowo utworzonej Krypcie Kapłanów Gdańskich w gdańskiej bazylice Mariackiej.